# آندره لورا-گوران
آندره لورا-گوران (به فرانسوی: Andre Leroi-Gourhan) باستان‌شناس، و متخصص دیرین‌مردم‌شناسی، دیرینه‌شناسی فرانسوی بود. او به زیبایی‌شناسی و فناوری علاقه داشت.
او دکترای خود را در زمینه باستانشناسی شمال اقیانوس آرام به سرپرستی مارسل موس انجام داد.

## زندگی‌نامه
Leroi-Gourhan دکترای خود را در باستان‌شناسی شمال اقیانوس آرام زیر نظر مارسل ماوس به پایان رساند. او از سال ۱۹۳۳ سمت‌های مختلفی را در موزه‌های سراسر جهان از جمله موزه بریتانیا و موزه هوم و همچنین در ژاپن داشت. بین سالهای ۱۹۴۰ و ۱۹۴۴ در موزه گیته کار می‌کرد. در سال ۱۹۴۴ او برای مراقبت از آثار تخلیه شده از لوور، از جمله ونوس میلو و پیروزی بالدار ساموتراس، به شاتو دو والنسای فرستاده شد. او همچنین در مقاومت فرانسه شرکت کرد که برای آن نشان Croix de guerre, Médaille de la Résistance و Légion d'honneur را دریافت کرد. در سال ۱۹۵۶ جانشین مارسل گریوله در سوربن شد و از سال ۱۹۶۹ تا ۱۹۸۲ استاد کالج دو فرانس بود. در سال ۱۹۷۳ او مدال طلای مرکز ملی تحقیقات علمی را دریافت کرد.